# Anchiceratops
Anchiceratops longirostris (ungefär "nära hornansikte med utsmyckningar") var en art av dinosaurier som tillhörde släktet Anchiceratops, en chasmosaurin från yngre delen av kritperioden i det som idag är västra Nordamerika. Precis som andra ceratopsider var den en fyrbent växtätare med tre horn i ansiktet, en papegojlik näbb samt en lång krage som sköt ut från dess bakhuvud. De två hornen som den hade ovanför ögonen var längre än det tredje på nosen, liksom som hos andra chasmosauriner. Anchiceratops blev mellan 5 och 6 meter lång.

## Art
Den amerikanske paleontologen Barnum Brown döpte Anchiceratops år 1914 eftersom han trodde att den var en övergångsform nära släkt med både Monoclonius och Triceratops som låg mellan de båda släktena. Namnet kommer från de grekiska orden anchi/αγχι, det vill säga 'nära', cerat/κερατ, som betyder 'horn', samt ops/ωψ, som betyder 'ansikte'. Det finns i nuläget en känd art, A. ornatus, vars namn härleder till dess utsmyckade kant av kragen. En andra art döptes till A. longirostris av Charles M. Sternberg år 1929, men denna art antas idag vara en yngre synonym till A. ornatus.

## Fynd
De första resterna av Anchiceratops hittades längs med Red Deer River i den kanadensiska provinsen Alberta år 1912. Holotypen består av bakre halvan av dess kranium, vilket består av en lång krage. Dessutom hittades flera liknande fragmentariska kranier vid samma tidpunkt. Dessa förvaras nu i American Museum of Natural History i New York. Detta kompletta kranium hittades av C.M. Sternberg år 1924, vilket beskrevs som A. longirostris fem år senare. Ännu ett exemplar samlades in av Sternberg år 1925. Det saknar kraniet men är annars det mest kompletta skelett som någonsin hittats av någon ceratopsie. Det består av en komplett ryggrad till och med sista svanskotan. Sternbergs material förvaras nu i Canadian Museum of Nature i Ottawa. Annat material har hittats sedan dess, vilket består av en eller två benbäddar i Alberta, men få exemplar av Anchiceratops har beskrivits (Dodson, 1996). Totalt har sex kompletta kranier hittats, jämte det fullständigt bevarade skelettet.

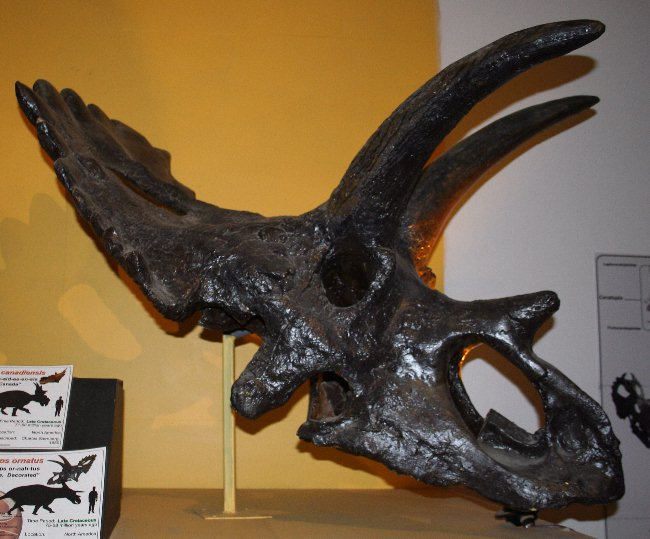
Anchiceratops-kranium, på National Dinosaur Museum, Canberra.

De flesta Anchiceratops-fossil har hittats i Horseshoe Canyon-formationen i Alberta. Denna formation tillhör den äldre delen av maastricht-skedet under yngre krita (runt 71-65 miljoner år sedan). Fragment efter kragar som påminner om Anchiceratops har hittats i Almond-formationen tillhörande äldre maastricht i Wyoming, USA (Farke, 2004). Emellertid har delar av en krage hittats på två platser i den äldre Dinosaur Park-formationen (yngre campanian, 84-71 miljoner år sedan) med de typiska dragen av taggar ordnade i mönstren som kan ses hos kragar hos Anchiceratops. Detta kan representera en tidigare version av A. ornatus, eller till och med en andra, nära besläktad art (Langston, 1959).

### Beskrivning
Anchiceratops kragar var särskiljande jämfört med andra släkten inom Chasmosaurinae. De var rektangulära till formen och kantades av stora epoccipitaler (triangulära benutskott) och har mindre fenestrae (fönsterlika öppningar) än de som kan ses hos andra chasmosauriner som Pentaceratops och Torosaurus. Andra karaktäristiska drag är paret av de bakåtpekande taggarna mitt på änden av kragen.

## Paleobiologi
Anchiceratops har sällan jämförts med andra ceratopsier från samma fyndplats, och vanligen har exemplar hittats nära marina sediment i både Horseshoe Canyon- och Dinosaur Park-formationerna. Detta kan betyda att Anchiceratops levde i estuarier där andra ceratopsider inte levde. Blomväxter var vanliga och ökade i antal men var fortfarande sällsynta jämfört med barrväxter, kottepalmer och ormbunksväxter, vilka troligen utgjorde en majoritet av ceratopsiernas diet.

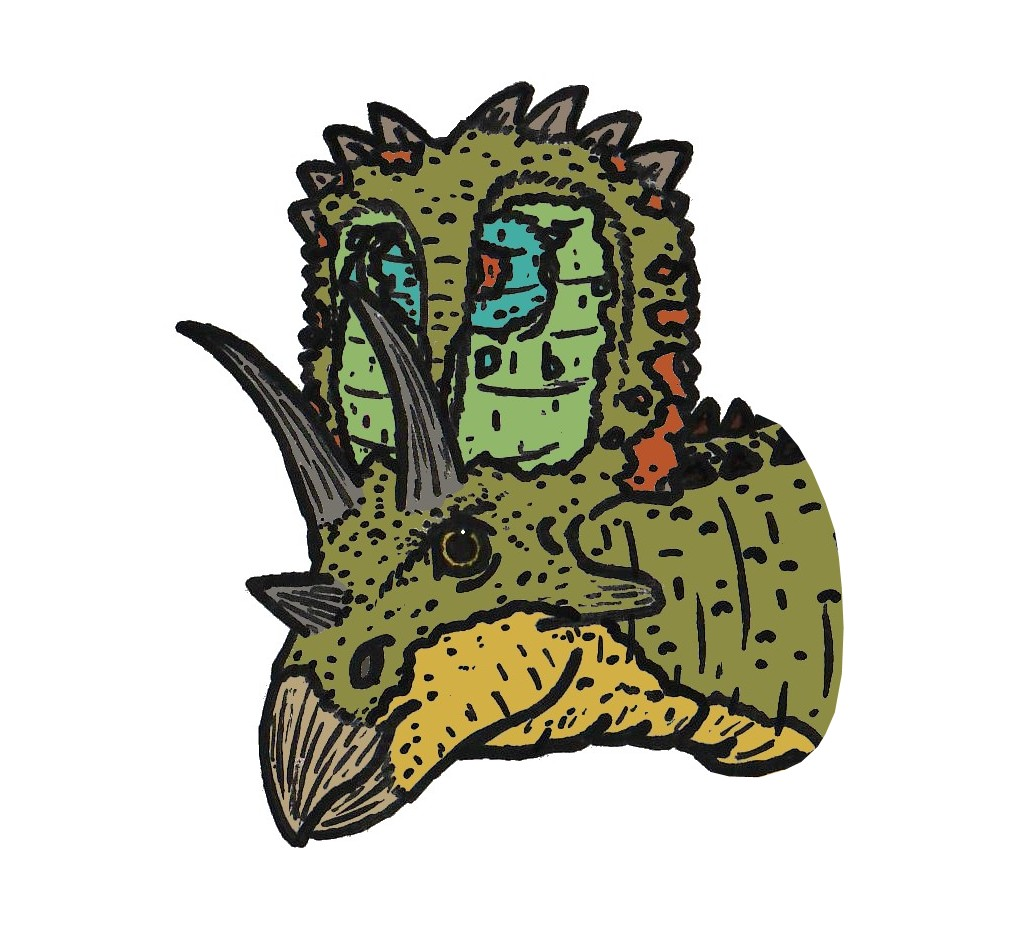
Närbild av Anchiceratops huvud.

## Könsdimorfism
C.M. Sternberg benämnde ursprungligen ett mindre kranium till den nya arten Anchiceratops longirostris på grund av dess storlek, men också dess proportionellt längre nos och mycket kortare horn som pekade framåt i stället för uppåt. Dock har moderna paleontologer funnit att storleken och formen på detta kranium faller inom ramen för variationer som kan ses hos A. ornatus, och därmed tillhör den troligen denna art.
Man har föreslagit att Anchiceratops är en könsdimorfisk art där kraniet hos A. longirostris faktiskt kommer från en hona. Andra kranier av Anchiceratops är stora och uppvisar kortare, mer robusta nosar, såväl som mycket längre horn som pekar mer vertikalt. Denna form antas representera en hanne. Könsdimorfism kan också ses hos andra släkten inom Chasmosaurinae. Dessutom kan man finna det hos vissa ceratopsier, så som Triceratops, Torosaurus och Pentaceratops, medan det är mer ovanligt hos andra, så som dess mindre släkting Chasmosaurus. Den basala ceratopsien Protoceratops uppvisar också starka könsdimorfiska drag (Lehman, 1990).